# (38607) 2000 AN6
2000 AN6 (asteroide 38607) é um asteroide troiano de Júpiter. Possui uma excentricidade de 0.03023200 e uma inclinação de 13.89626º.
Este asteroide foi descoberto no dia 4 de janeiro de 2000 por Paul G. Comba em Prescott.